# Canton de Chevilly-Larue
Le canton de Chevilly-Larue est une ancienne division administrative française située dans le département du Val-de-Marne et la région Île-de-France.
À la suite du redécoupage cantonal de 2014, le canton est supprimé et son territoire intégré dans le canton de Thiais.

## Histoire
Le canton de Chevilly-Larue, comprenant les communes de les communes de Chevilly-Larue et Rungis est créé par détachement du canton de Thiais par le décret du 24 décembre 1984.
Un nouveau découpage territorial du Val-de-Marne entré en vigueur à l'occasion des premières élections départementales suivant le décret du 17 février 2014. Les conseillers départementaux sont, à compter de ces élections, élus au scrutin majoritaire binominal mixte. Les électeurs de chaque canton élisent au Conseil départemental, nouvelle appellation du Conseil général, deux membres de sexe différent, qui se présentent en binôme de candidats. Les conseillers départementaux sont élus pour 6 ans au scrutin binominal majoritaire à deux tours, l'accès au second tour nécessitant 12,5 % des inscrits au 1er tour. En outre, la totalité des conseillers départementaux est renouvelée. Ce nouveau mode de scrutin nécessite un redécoupage des cantons dont le nombre est divisé par deux avec arrondi à l'unité impaire supérieure si ce nombre n'est pas entier impair, assorti de conditions de seuils minimaux. Dans le Val-de-Marne le nombre de cantons passe ainsi de 49 à 25.
Dans ce cadre, les communes de Chevilly-Larue et Rungis réintègrent le canton de Thiais.

## Administration
| Période | Période | Identité         | Étiquette | Qualité |
| ------- | ------- | ---------------- | --------- | --- |
| 1985    | 2004    | Guy Pettenati    | PCF       | Ouvrier métallurgiste Maire de Chevilly-Larue (1977 → 2003) Ancien conseiller général du Canton de Thiais (1979-1985) |
| 2004    | 2015    | Christian Hervy, | PCF       | Commerçant Maire de Chevilly-Larue (2003 → 2014)                                                                      |

## Composition
Le canton était composé de deux communes :
| Communes       | Population (2012) | Code postal | Code Insee |
| -------------- | ----------------- | ----------- | ---------- |
| Chevilly-Larue | 18 149            | 94 550      | 94 021     |
| Rungis         | 5 424             | 94 150      | 94 065     |

## Démographie
| 1962   | 1968   | 1975   | 1982   | 1990   | 1999   | 2009 |
| ------ | ------ | ------ | ------ | ------ | ------ | ---- |
| 13 309 | 18 854 | 20 673 | 18 675 | 19 162 | 23 573 | -    |